# Amédée Despans-Cubières

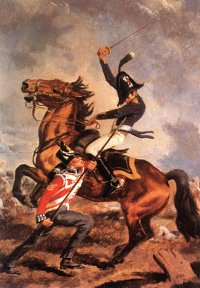
Despans de Cubières ezredest párharcban ábrázoló festmény

Amédée Louis Despans de Cubières (Párizs, 1786. március 4. – Párizs, 1853. augusztus 6.) francia tábornok és politikus.

## Élete
Végigharcolt Napóleon alatt több hadjáratot, a restauráció után pedig tábornok, pair és hadügyminiszter lett. 1847-ben azonban Jean-Baptiste Teste miniszternek megvesztegetése és a vesztegetési összeg egy részének elsikkasztása miatt lefokozták és tízezer frank pénzbírságra ítélték. Kegyelem útján azonban 1852-ben megint visszahelyezték rangjába.